# Eldar Hadžimehmedović
Eldar Hadžimehmedović (Tuzla, 10 settembre 1984) è un ex calciatore bosniaco, di ruolo attaccante.

## Carriera

### Club
Trasferitosi in Norvegia all'età di circa 12 anni, dopo un primo periodo trascorso indossando la maglia del Bærum, esordisce nella massima serie norvegese grazie all'acquisto da parte del Lyn, squadra della capitale Oslo. Non fu un'esperienza particolarmente brillante, in quanto collezionò solamente 9 presenze e un goal in campionato tra il 2001 e il 2003. Tuttavia vive il suo momento di gloria il 28 agosto 2003, quando nel match contro il NSÍ Runavík valido per il turno preliminare della Coppa UEFA 2003-2004 mette a segno 6 reti, nonostante la sostituzione subita al 70º minuto: ciò gli permette comunque di detenere il record assoluto del giocatore con più marcature in una singola partita di Coppa UEFA, oltre che il record delle marcature in una singola partita con la maglia del Lyn (quest'ultimo in coabitazione con John Sveinsson).
Nel 2004 passa allo Strømsgodset in seconda serie, dove rimane per una stagione segnando solamente una rete in campionato. Il resto della sua carriera si divide tra Pors Grenland, Modum e Lørenskog. Il 21 novembre 2013, viene ingaggiato dal Brumunddal.

### Nazionale
Hadžimehmedović ha mai avuto apparizioni con la Nazionale maggiore bosniaca, ma ha collezionato 6 presenze con l'Under-19 e 5 con l'Under-21.

## Palmarès

### Club

#### Competizioni giovanili
- Norgesmesterskapet G19: 1

Lyn Oslo: 2001